# Artūr Dolžnikov
Artūr Dolžnikov (Vilnius, 6 giugno 2000) è un calciatore lituano, attaccante del Sigma Olomouc e della nazionale lituana.

## Carriera

### Club
Muove i suoi primi passi nelle giovanili del Vilnius, che nel 2016 lo cede allo Žalgiris. Dopo aver rescisso l'accordo con il Riteriai, il 7 gennaio 2023 viene ingaggiato a parametro zero dal Kauno Žalgiris.

### Nazionale
Esordisce in nazionale il 4 giugno 2022 in Lituania-Lussemburgo (0-2), nella fase a gironi di UEFA Nations League, subentrando all'84' al posto di Vykintas Slivka.

## Statistiche

### Presenze e reti nei club
Statistiche aggiornate al 1º marzo 2023.
| Stagione        | Squadra         | Campionato      | Campionato | Campionato | Coppe nazionali | Coppe nazionali | Coppe nazionali | Coppe continentali | Coppe continentali | Coppe continentali | Altre coppe | Altre coppe | Altre coppe | Totale | Totale |
| Stagione        | Squadra         | Comp            | Pres       | Reti       | Comp            | Pres            | Reti            | Comp               | Pres               | Reti               | Comp        | Pres        | Reti        | Pres   | Reti   |
| --------------- | --------------- | --------------- | ---------- | ---------- | --------------- | --------------- | --------------- | ------------------ | ------------------ | ------------------ | ----------- | ----------- | ----------- | ------ | ------ |
| 2021            | Riteriai        | A               | 17         | 1          | CL              | 0               | 0               | -                  | -                  | -                  | -           | -           | -           | 17     | 1      |
| 2022            | Riteriai        | A               | 27         | 5          | CL              | 3               | 1               | -                  | -                  | -                  | -           | -           | -           | 30     | 6      |
| Totale Riteriai | Totale Riteriai | Totale Riteriai | 44         | 6          |                 | 3               | 1               |                    | -                  | -                  |             | -           | -           | 47     | 7      |
| 2023            | Kauno Žalgiris  | A               | 0          | 0          | CL              | 0               | 0               | UECL               | 0                  | 0                  | SL          | 1           | 0           | 1      | 0      |
| Totale carriera | Totale carriera | Totale carriera | 44         | 6          |                 | 3               | 1               |                    | 0                  | 0                  |             | 1           | 0           | 48     | 7      |

### Cronologia presenze e reti in nazionale
| Cronologia completa delle presenze e delle reti in nazionale ― Lituania | Cronologia completa delle presenze e delle reti in nazionale ― Lituania | Cronologia completa delle presenze e delle reti in nazionale ― Lituania | Cronologia completa delle presenze e delle reti in nazionale ― Lituania | Cronologia completa delle presenze e delle reti in nazionale ― Lituania | Cronologia completa delle presenze e delle reti in nazionale ― Lituania | Cronologia completa delle presenze e delle reti in nazionale ― Lituania | Cronologia completa delle presenze e delle reti in nazionale ― Lituania |
| Data                                                                    | Città                                                                   | In casa                                                                 | Risultato                                                               | Ospiti                                                                  | Competizione                                                            | Reti                                                                    | Note                                                                    |
| ----------------------------------------------------------------------- | ----------------------------------------------------------------------- | ----------------------------------------------------------------------- | ----------------------------------------------------------------------- | ----------------------------------------------------------------------- | ----------------------------------------------------------------------- | ----------------------------------------------------------------------- | ----------------------------------------------------------------------- |
| 4-6-2022                                                                | Vilnius                                                                 | Lituania                                                                | 0 – 2                                                                   | Lussemburgo                                                             | UEFA Nations League 2022-2023 - 1º turno                                | -                                                                       | 84’ 90+3’                                                               |
| 7-6-2022                                                                | Vilnius                                                                 | Lituania                                                                | 0 – 6                                                                   | Turchia                                                                 | UEFA Nations League 2022-2023 - 1º turno                                | -                                                                       | 46’                                                                     |
| 22-9-2022                                                               | Vilnius                                                                 | Lituania                                                                | 1 – 1                                                                   | Fær Øer                                                                 | UEFA Nations League 2022-2023 - 1º turno                                | -                                                                       | 76’                                                                     |
| 25-9-2022                                                               | Lussemburgo                                                             | Lussemburgo                                                             | 1 – 0                                                                   | Lituania                                                                | UEFA Nations League 2022-2023 - 1º turno                                | -                                                                       | 71’                                                                     |
| 16-11-2023                                                              | Podgorica                                                               | Montenegro                                                              | 2 – 0                                                                   | Lituania                                                                | Qual. Euro 2024                                                         | -                                                                       | 63’                                                                     |
| 19-11-2023                                                              | Limassol                                                                | Cipro                                                                   | 1 – 0                                                                   | Lituania                                                                | Amichevole                                                              | -                                                                       | 60’                                                                     |
| 21-3-2024                                                               | Faro                                                                    | Gibilterra                                                              | 0 – 1                                                                   | Lituania                                                                | UEFA Nations League 2022-2023 - Playout                                 | -                                                                       | 88’                                                                     |
| 26-3-2024                                                               | Kaunas                                                                  | Lituania                                                                | 1 – 0                                                                   | Gibilterra                                                              | UEFA Nations League 2022-2023 - Playout                                 | -                                                                       | 46’                                                                     |
| 8-6-2024                                                                | Liepāja                                                                 | Lettonia                                                                | 0 – 2                                                                   | Lituania                                                                | Coppa del Baltico 2024                                                  | 1                                                                       | 67’                                                                     |
| 11-6-2024                                                               | Kaunas                                                                  | Lituania                                                                | 1 – 1 (3 – 4 dtr)                                                       | Estonia                                                                 | Coppa del Baltico 2024                                                  | -                                                                       | 71’                                                                     |
| 6-9-2024                                                                | Marijampolė                                                             | Lituania                                                                | 0 – 1                                                                   | Cipro                                                                   | UEFA Nations League 2024-2025 - 1º turno                                | -                                                                       | 86’                                                                     |
| 9-9-2024                                                                | Bucarest                                                                | Romania                                                                 | 3 – 1                                                                   | Lituania                                                                | UEFA Nations League 2024-2025 - 1º turno                                | -                                                                       | 76’                                                                     |
| 12-10-2024                                                              | Kaunas                                                                  | Lituania                                                                | 1 – 2                                                                   | Kosovo                                                                  | UEFA Nations League 2024-2025 - 1º turno                                | -                                                                       | 77’                                                                     |
| 15-10-2024                                                              | Kaunas                                                                  | Lituania                                                                | 1 – 2                                                                   | Romania                                                                 | UEFA Nations League 2024-2025 - 1º turno                                | -                                                                       | 59’                                                                     |
| 15-11-2024                                                              | Larnaca                                                                 | Cipro                                                                   | 2 – 1                                                                   | Lituania                                                                | UEFA Nations League 2024-2025 - 1º turno                                | -                                                                       | 46’                                                                     |
| 21-3-2025                                                               | Varsavia                                                                | Polonia                                                                 | 1 – 0                                                                   | Lituania                                                                | Qual. Mondiali 2026                                                     | -                                                                       | 61’                                                                     |
| 24-3-2025                                                               | Kaunas                                                                  | Lituania                                                                | 2 – 2                                                                   | Finlandia                                                               | Qual. Mondiali 2026                                                     | -                                                                       | 46’                                                                     |
| 7-6-2025                                                                | Ta' Qali                                                                | Malta                                                                   | 0 – 0                                                                   | Lituania                                                                | Qual. Mondiali 2026                                                     | -                                                                       | 70’                                                                     |
| 10-6-2025                                                               | Odense                                                                  | Danimarca                                                               | 5 – 0                                                                   | Lituania                                                                | Amichevole                                                              | -                                                                       | 65’                                                                     |
| Totale                                                                  |                                                                         | Presenze                                                                | 19                                                                      |                                                                         | Reti                                                                    | 1                                                                       |                                                                         |